# Karin Moroder
Karin Moroder (* 30. November 1974 in Bozen) ist eine italienische Skilangläuferin.

## Leben
Moroder begann zunächst in der Jugend mit Abfahrtsrennen. Im Alter von zwölf Jahren trat sie zu ihrem ersten Wettkampf an. Bald darauf entschied sie sich für den Langlauf. Sie gehörte von 1995 bis 2007 immer wieder der italienischen Langlaufmannschaft an. Moroder war zweimal italienische Meisterin, 2006 im 10-km-Langlauf und 2007 im Sprint.

## Erfolge

### Olympische Spiele
Ihren wohl größten Erfolg feierte die Südtirolerin 1998 bei den Olympischen Winterspielen in Nagano, als sie mit ihren Teamkolleginnen Stefania Belmondo, Manuela Di Centa und Gabriella Paruzzi Bronze holte.

### Weltcup
- 12. November 1997, Beitostølen: 3. mit der 4 × 5-km-Staffel
- 7. Dezember 1997, Santa Caterina: 3. mit der 4 × 5-km-Staffel
- 28. Dezember 1998, Engelberg: 3. Sprint
- 8. Dezember 1999, Asiago: 2. Team Sprint (mit Stefania Belmondo)
- 14. Februar 2003, Asiago: 3. Team Sprint (mit Arianna Follis)
- 7. Dezember 2003, Toblach: 3. Team Sprint (mit Cristina Kelder)